# قانون اساسی ایتالیا

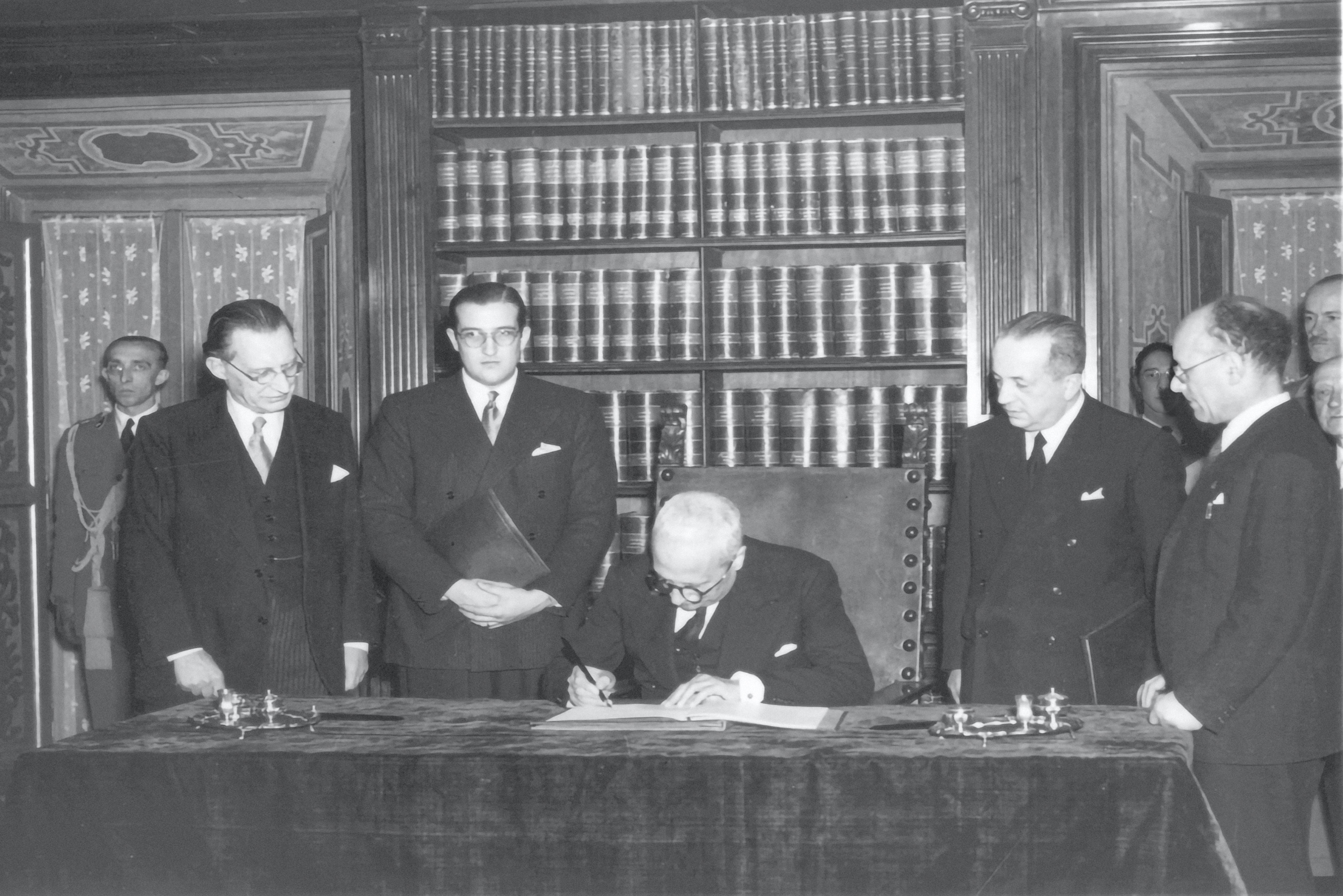
رئیس‌جمهور موقت ایتالیا، انریکو دی نیکولا در حال امضای قانون اساسی.

قانون اساسی جمهوری ایتالیا (ایتالیایی: Costituzione della Repubblica italiana) قانونی اساسی ایتالیا می‌باشد که در ۲۲ دسامبر ۱۹۴۷ توسط مجلس مؤسسان با ۴۵۲ رای موافق و ۶۲ رای مخالف تصویب شد. متن قانون اساسی که تاکنون ۱۵ متمم به آن افزوده شده، در ۲۷ دسامبر ۱۹۴۷ در شماره ۲۹۸ مجله گازتا آفیسیال منتشر شد. مجلس مؤسسان ایتالیا در ۲ ژوئن ۱۹۴۶ توسط حق رای همگانی انتخاب شد. این انتخابات همزمان با رفراندوم لغو سلطنت انجام شد.. قانون اساسی در ۱ ژانویه ۱۹۴۸ یک قرن پس از تصویب اساسنامه آلبرتینو به اجرا درآمد. اگر چه این اساسنامه پس از رژه بنیتو موسولینی در رم در سال ۱۹۲۲ پابرجا ماند، اما پس از این تاریخ ارزش اساسی خود را از دست داد.